# S3 (Neurenberg)
De S3 is een S-Bahnlijn van de S-Bahn van Neurenberg en is 36,2 kilometer lang. Het traject loopt van station Nürnberg Hbf tot station Neumarkt. Deze lijn is geopend in 1992 en telt 12 stations.

## S-Bahnstations
| S3             |                                              |
|                |                                              |
| Stations       | Transfers                                    |
| Hauptbahnhof   | U1 , U11 , U2 , U21 , U3 , S1 , S2 , S4 , DB |
| Feucht         | S2 , DB                                      |
| Feucht Ost     |                                              |
| Ochenbruck     |                                              |
| Mimberg        |                                              |
| Burgthann      |                                              |
| Oberferrieden  |                                              |
| Postbauer-Heng |                                              |
| Pölling        |                                              |
| Woffenbach     | in bouw                                      |
| Neumarkt       | DB                                           |